# 寅次郎的故事33 夜雾中的寅次郎
《寅次郎的故事33 夜雾中的寅次郎》（日語：男はつらいよ 夜霧にむせぶ寅次郎）是一部1984年上映的日本喜剧电影，亦是《寅次郎的故事系列》的第三十三部剧场版作品。由山田洋次导演，渥美清、倍赏千惠子、前田吟、下条正巳、三崎千惠子及中原理惠等等主演。于1984年8月4日上映。

## 剧情简介
寅次郎（阿寅）在钏路的理发店里第一次见到来找工作的风子，而后两人又在街头相遇。
他们住在同一家旅店，和寅次郎同屋的小伙子是来寻找与人私奔的妻子的，在寅次郎的鼓励下，他终于有勇气找到她，但是她已经有了稳定的生活，并有了别人的孩子。风子想和寅次郎一起四海为家到处游荡，寅次郎想起妹妹当年的规劝，以及自己现在的生活状况，推心置腹地告诉她，应该有一个属于自己的稳定的工作和家庭，否则将来也是会后悔的。
风子后来和杂技团的飞车手住在一处，在她陷入感情的危机时，寅次郎帮助她摆脱了这段没有结果的困扰。最终风子真的有了属于自己的稳定的生活，找到了爱的归宿。

## 主要演员
- 车寅次郎（阿寅）：渥美清
- 诹访樱：倍赏千惠子
- 木暮风子：中原理惠
- 车龙造（外甥）：下条正巳
- 车つね（姑妈）：三崎千惠子
- 诹访博：前田吟
- 桂梅太郎（タコ社长）：太宰久雄
- 源公：佐藤蛾次郎
- 诹访满男：吉冈秀隆
- 桂明美：美保纯
- 金吾：加藤武
- きぬ：文野朋子
- 登：秋野太作
- 理容店店主：人见明
- 黑田：谷幹一
- 阿寅的好友：关敬六
- 福田荣作：佐藤B作
- 托尼：渡濑恒彦

### 英文
- . 英国电影协会.   [2014-04-15]. （原始内容存档于2014-04-15） （英语）.
- 互联网电影数据库（IMDb）上《Otoko wa tsurai yo: Yogiri ni musebu torajiro (1984)》的资料（英文）
- Galbraith IV, Stuart. . DVD Talk. 2007-05-15  [2014-04-15]. （原始内容存档于2014-04-16） （英语）. 外部链接存在于|title= (帮助)

### 德文
- . www.molodezhnaja.ch.   [2014-04-15]. （原始内容存档于2013-05-20） （德语）.

### 日文
- . www.allcinema.net.   [2014-04-15]. （原始内容存档于2014-07-25） （日语）.
- . 日本电影院数据库（日本文化厅）.   [2014-04-15]. （原始内容存档于2014-04-15） （日语）. 外部链接存在于|publisher= (帮助)
- . 日本电影数据库.   [2014-04-15]. （原始内容存档于2013-11-05） （日语）.
- . 电影旬报.   [2014-04-15]. （原始内容存档于2012-03-24） （日语）.

### 中文
- . 豆瓣电影.   [2014-04-15]. （原始内容存档于2014-04-15）.